# Ірландська міфологія

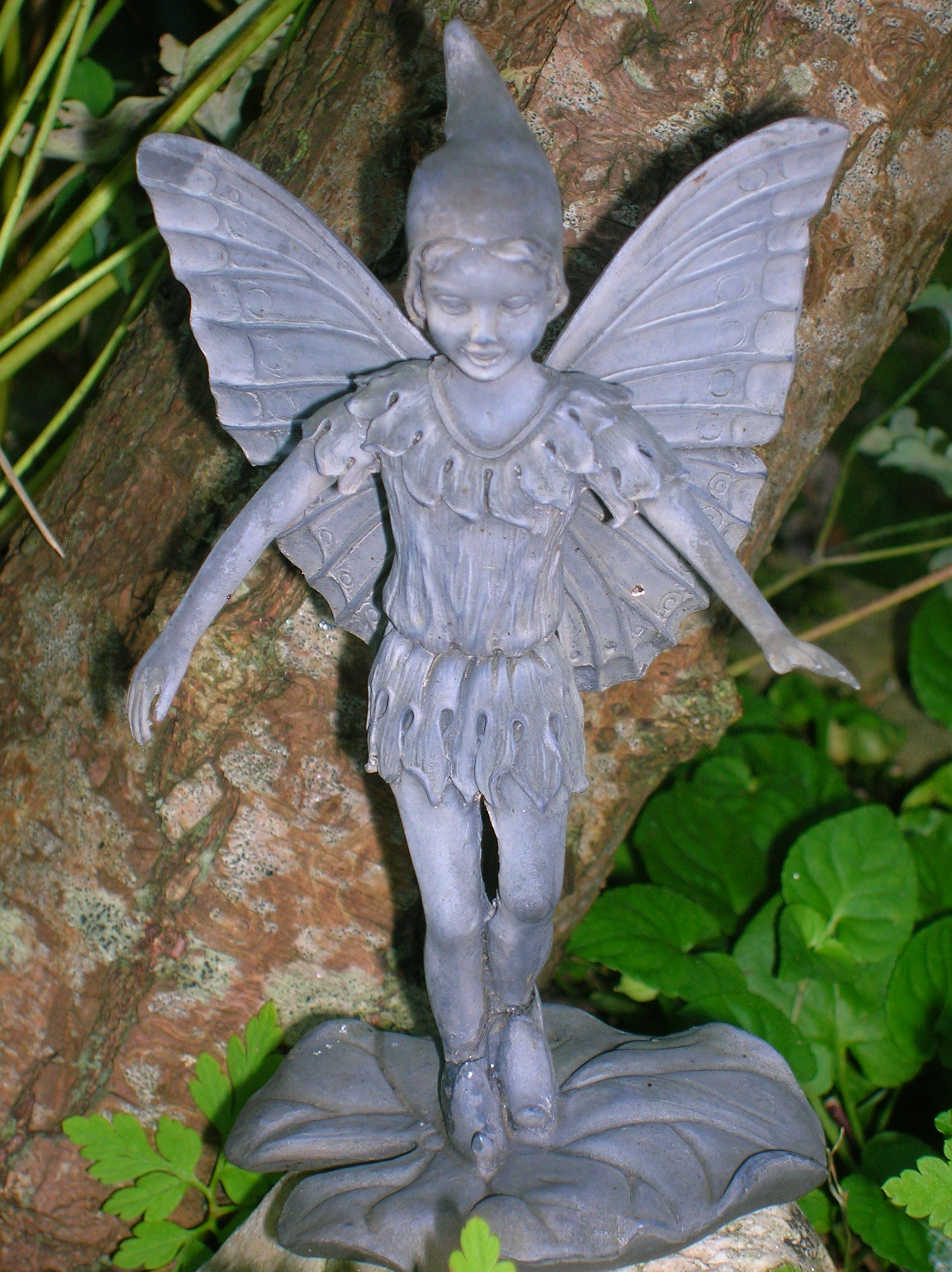
Каучукова статуетка ірландського духа-фейрі

Ірла́ндська міфоло́гія або ірла́ндська мітоло́гія  — міфологія Ірландії, яка входить до корпусу кельтської міфології. Збережені джерела дозволяють поділити корпус текстів ірландської міфології на чотири основних цикли: міфологічний, уладський, Цикл Фінна (або Ойсіна) і королівський, чи історичний. Крім того, існує значна кількість матеріалів, що не входять до циклів. Міфи були записані католицькими монахами. Однак, тільки ірландські саги залишились майже без впливу християнства, хоча й у них трапляються алюзії та ремінісценції із біблійних історій і навіть давньогрецьких міфів.

## Кельтський елемент в ірландській міфології

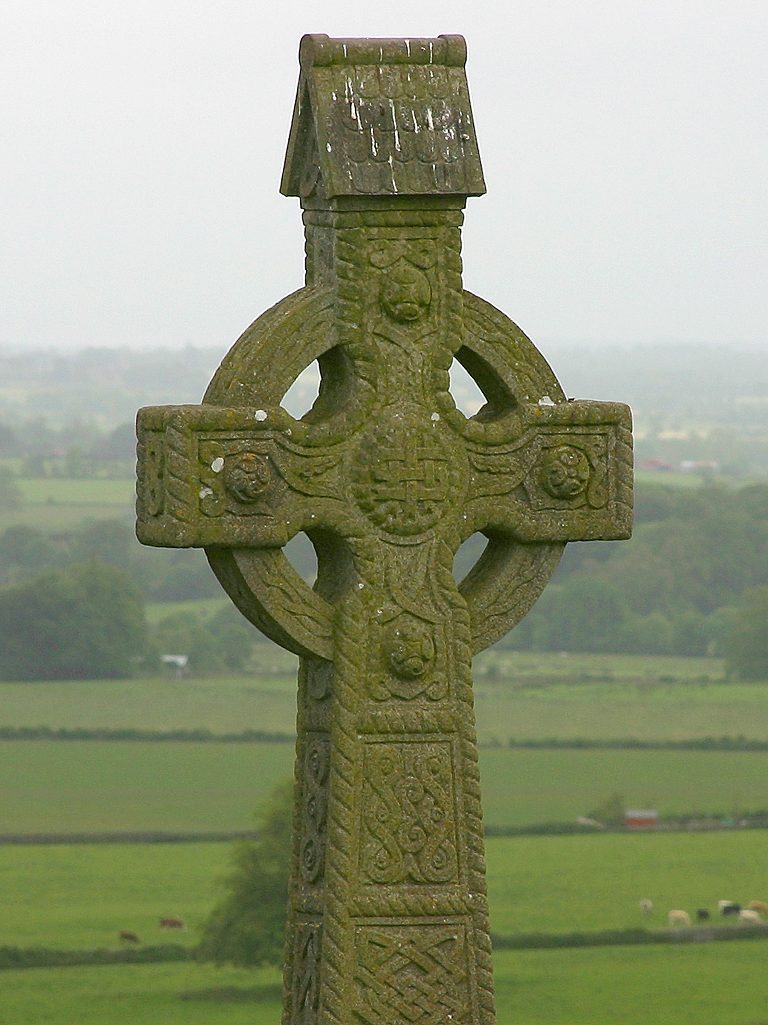
Кельтський хрест — символ кельтської культури

Основна проблема при вивченні кельтської міфології полягає в тому, що до сьогодні дійшло дуже мало надійних джерел. В основному про кельтів і їх культуру судять за тим, що було написано античними дослідниками. Ставлення до таких свідчень, зрозуміло, насторожене, оскільки дуже важко виділити, що ж у таких свідоцтвах істинно кельтське, а що наносне, адже, як відомо, кельти були переможені Римом, і Галлія швидко романізована. Самі ж античні автори не були позбавлені якоїсь упередженості і оцінювали побачене відповідно до своїх уявлень про богів і небесної ієрархії. Можна згадати Юлія Цезаря, який писав у своїх працях, що галли поклоняються в основному Меркурію, Аполлону, Марсу, Юпітеру, Мінерві, асоціюючи галльських богів з римськими. У цьому сенсі становище Ірландії особливе, оскільки вона не була завойована римлянами, а тому була врятована від впливу чужої культури.
Іншою проблемою міг би стати процес прийняття християнства (IV–V століття), оскільки християнізація завжди супроводжувалася витісненням язичницької культури. На щастя, ірландські саги, що дійшли до нас, практично позбавлені помітного християнського впливу. З цієї причини при вивченні кельтської міфології найбільший інтерес являє корпус саме ірландських легенд.

### Космогонія кельтів і їх поняття про загибель світу

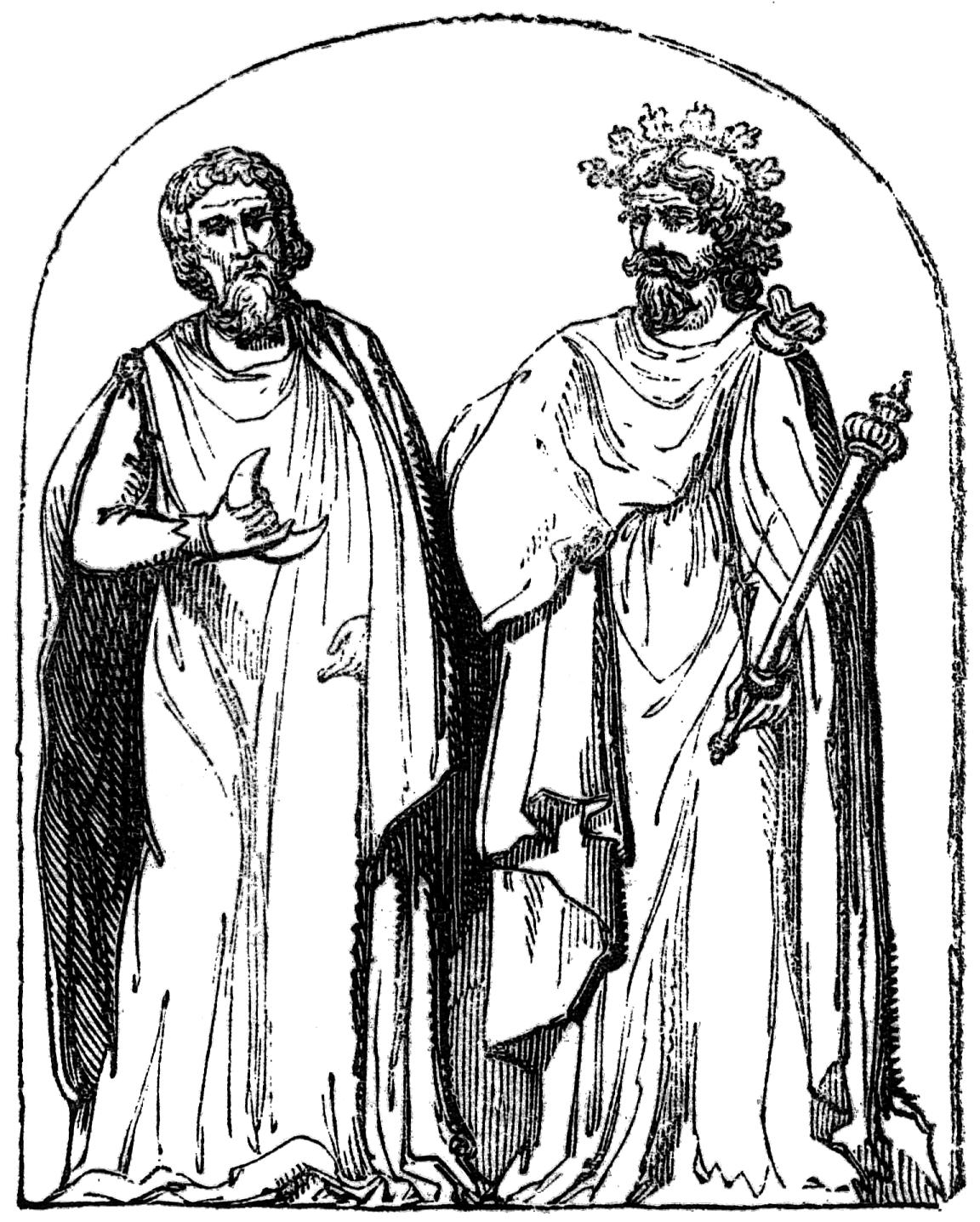
Два друїди

Переказів про створення світу у кельтів збереглось небагато. Інформація про створення світу виглядає неповною. У коментарях до «Сенхус Мор» ми дізнаємось, що Сонце, Місяць, Землю і Море створили друїди. Існують міфи, що небо тримається на стовпах, на горах чи на високих деревах. Створення озер, річок, островів, гір пов'язується з велетнями. Озера, річки ніби створились із сечі, крові чи поту велетнів, острови — це величезні брили, які гіганти кидали в море, гори виникли з матеріалів, які вони викинули, коли працювали на землі. За іншими версіями озера з'явились тому, що колись стародавнім героям-велетням викопували могили. Джерела з'являлись від дотику посоху фей чи святих. Нерідко в ірландських міфах святі замінюють богів, бо переказів, на які майже не вплинула християнська та європейська культура, дуже мало. Наприклад, в ірландських сагах основний переказ поєднується з грецькими міфами. У «Битві при Маг Туїред» йдеться, що події, описані в цій сазі, відбувались одночасно з Троянською війною. Мало переказів збереглось і про кінець світу, в основному вони змішані з християнськими віруваннями. Але з них варто виокремити пророцтво богині Бадб про ознаки кінця світу. У «Притулку Да Дергі» йдеться про змія Левіафана, що обвиває землю і вдаряє своїм хвостом, щоб зруйнувати світ. В перших ірландських повістях про початок часів мова йде не про початок Світу в цілому, а про заселення їх власної країни, Ірландії. У текстах повідомлення про перші вторгнення і заселення землі зазвичай доповнювались біблійним переказом про створення світу і людини, тому, укладачі розуміли необхідність чогось подібного; але, що займало місце цієї розповіді в дохристиянські часи, ми не знаємо і, найочевидніше, не дізнаємось ніколи. Широкова пише, що космогонічних і есхатологічних переказів було так мало у кельтів, тому що їх релігія і міфологія тривалий час залишались на примітивному рівні.

## Походження ірландських саг

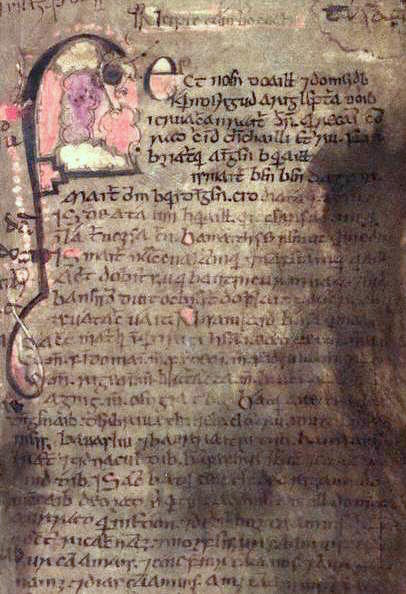
сторінка Лейнстерської книги

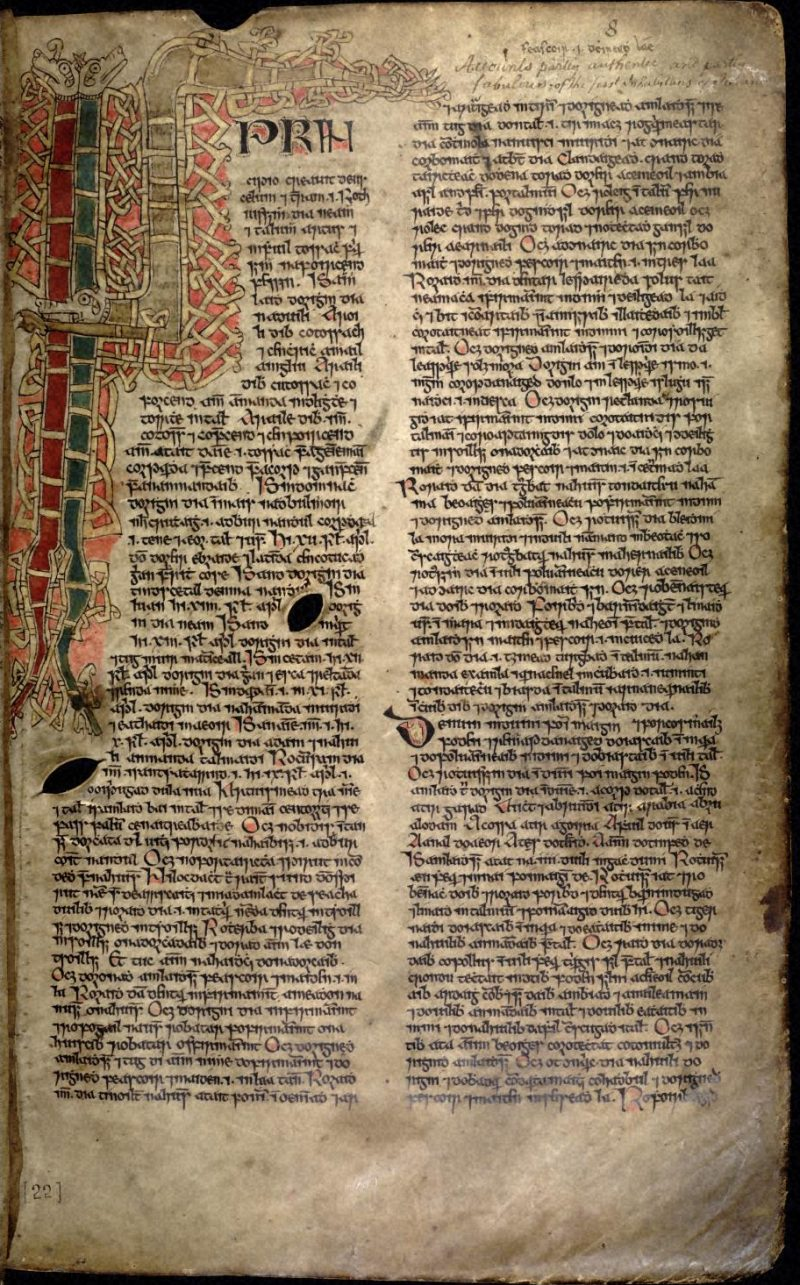
fol. 8r із «Баллімотської книги»

Походження ірландських саг до кінця не з'ясовано. Суперечливе навіть те, що спочатку вони існували в усній формі, а потім, із приходом до Ірландії християнства були записані (а не вигадані) ченцями. У будь-якому разі, запис кельтських саг, що складаються в епос, стало, мабуть, найбільшим культурним досягненням середньовічної Ірландії. Найбільш давня з таких збережених рукописів — «Книга Бурої Корови» (кін. XI — поч. XII ст.), що отримала свою назву за пергамент, на якому була написана. Зберігається в бібліотеці Ірландської королівської академії. Менш давніми є «Лейнстерська книга» (поч. XII ст., Бібліотека дублінського Триніті Коледжу) і манускрипт Ролінсон а B 502 (Rawl.) (Бібліотека Бодл Оксфордського університету). При цьому більшість матеріалів датуються значно більш раннім часом, ніж час створення цих манускриптів. Лінгвістичний аналіз показує, що деякі прозові уривки датуються VII століттям, а деякі з віршів могли бути датованими і VI століттям.
Є також зібрання чотирьох манускриптів, що з'явилися на заході Ірландії наприкінці XIV — початку XV століття: «Жовта книга Лекала», «Велика книга Лекала», «Книга Уї Майні» і  «Баллімотська книга». Перша з них містить частину найбільш ранньої відомої версії Викрадення бика з Куальнге і зберігається в Триніті Коледжі. Інші три містяться в Королівській Академії. Варто звернути увагу й на інші манускрипти XV століття (наприклад, «Книгу Фермо́я») і пізніші синкретичні роботи, як-от «Foras Feasa ar Éirinn» («Історія Ірландії») Джеффрі Кітінга (бл. 1640), особливо враховуючи, що пізніші укладачі, можливо, мали змогу користуватись нині зниклими манускриптами.

## Цикли ірландських саг
До сьогодні збереглась достатньо велика кількість ірландських саг. Філологами (Кеннет Джексон, Гаррет Олмстед) їх прийнято ділити за циклами:
- міфологічний;
- уладський;
- цикл Фінна (Ойсіна);
- королівський (історичний).

Записані вони переважно ірландськими монахами, які бажали увіковічнити народні переклади, проте ці перекази зазнали трохи зміненої інтерпретації з християнської точки зору, а стародавні боги були евгемеризовані.

### Міфологічний цикл

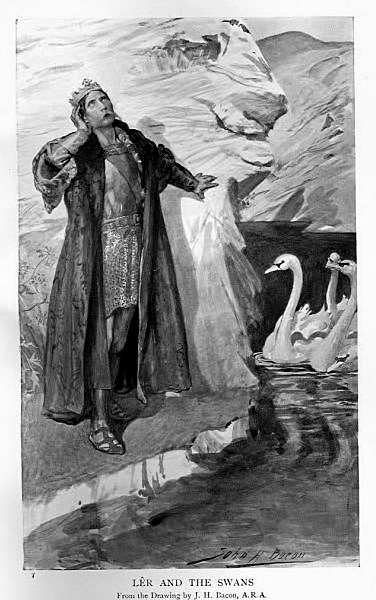
Лір і його діти

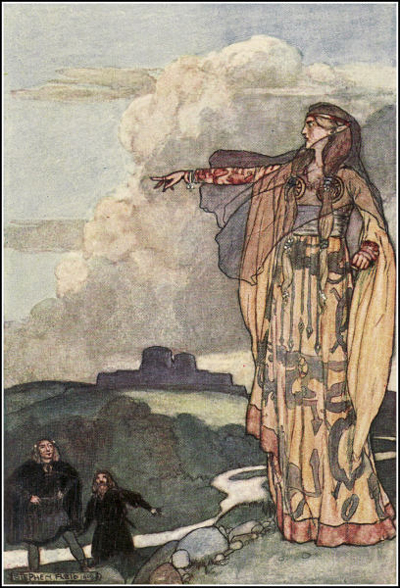
«Богиня Маха», ілюстрація Стівена Рейда і Елеонор Халлс, 1904

Міфологічний цикл зберігся найгірше з усіх чотирьох. Найважливішими джерелами є «Давнина місць» і «Книга захоплень». Інші саги циклу — «Видіння Енгуса», «Сватання до Етайн» і «Битва при Маг Туїред», а також одна з найвідоміших ірландських саг «Діти Ліра». Це сумна легенда про те, як рідна тітка чотирьох дітей бога моря Ліра  — Аої́фе (А́йфе), перетворила їх в лебедів, після того, як вийшла заміж за їх батька. 900 років мали провести у такій подобі діти Ліра і, за однією з версій легенд, прокляття скінчилося, коли в Ірландії з'явилось християнство і коли вони почули слово Боже з вуст монаха. Але після закінчення дії прокляття вони стали дуже старими і монах поспішив охрестити їх, щоб спасти їх душі. Нерідко в текстах саг зустрічаються помилки, як, наприклад, невідповідність просторово-часового опису подій — події повторюються. Часто зустрічаються неточності і заплутаний опис подій. Головними героями цих саг є Туата Де Дананн (Туатха Де Дананн) — «племена богині Дану» — легендарні люди божественного походження. Деякі дослідники називають туатів богами, хоча насправді їх важко назвати «богами», вірніше було б їх називати «напівбогами». В самих сагах вони називаються «найкращими з людей», бо вони досягли високих знань в магії і різних ремеслах. Також їх називають си́дами — духами курганів-могил, в яких вони жили. Вони є покровителями сил росту, життя, світла, врожаю, ремесел і війни (крім чоловічих божеств були і жіночі — Бадб, Немайн, Маха і Морріган). Основним божествами були: Дагда — божество врожаю і достатку і Луг Майстер всіх ремесел — божество, що мало солярне значення. Суперниками Туата Де Дананн, у битві при Маг Туїред, були фомори, які згодом асоціювались з демонами, хоча спершу це були божества зими, занепаду і смерті.
«Книга захоплень» — псевдоісторія Ірландії, що простежує родовід ірландців в глиб часів до Ноя. Історія країни подана у вигляді серії вторгнень або «захоплень» Ірландії різними народами, що послідовно прибувають до неї. Автор висуває різні версії описаних подій й не рідко сам сумнівається в їх достовірності. Часто його пояснення мають фантастичний характер.
«Давнина місць» — грандіозна робота з ономастики ранньої Ірландії, викладає у вигляді послідовності поем легенди про назви різних пам'ятних місць. Вона містить багато важливої інформації про персонажів і історіях міфологічний цикл, у тому числі розповідає про битву при Таїльтіу, в якій Туата де Дананн були переможені мілезійцямі (синами Міля і синами Бреогана).

### Уладський цикл (цикл Кухуліна)

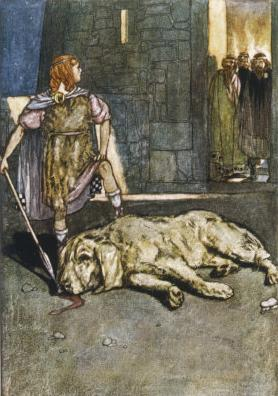
Кухулін перекладається, як «собака Куланна»

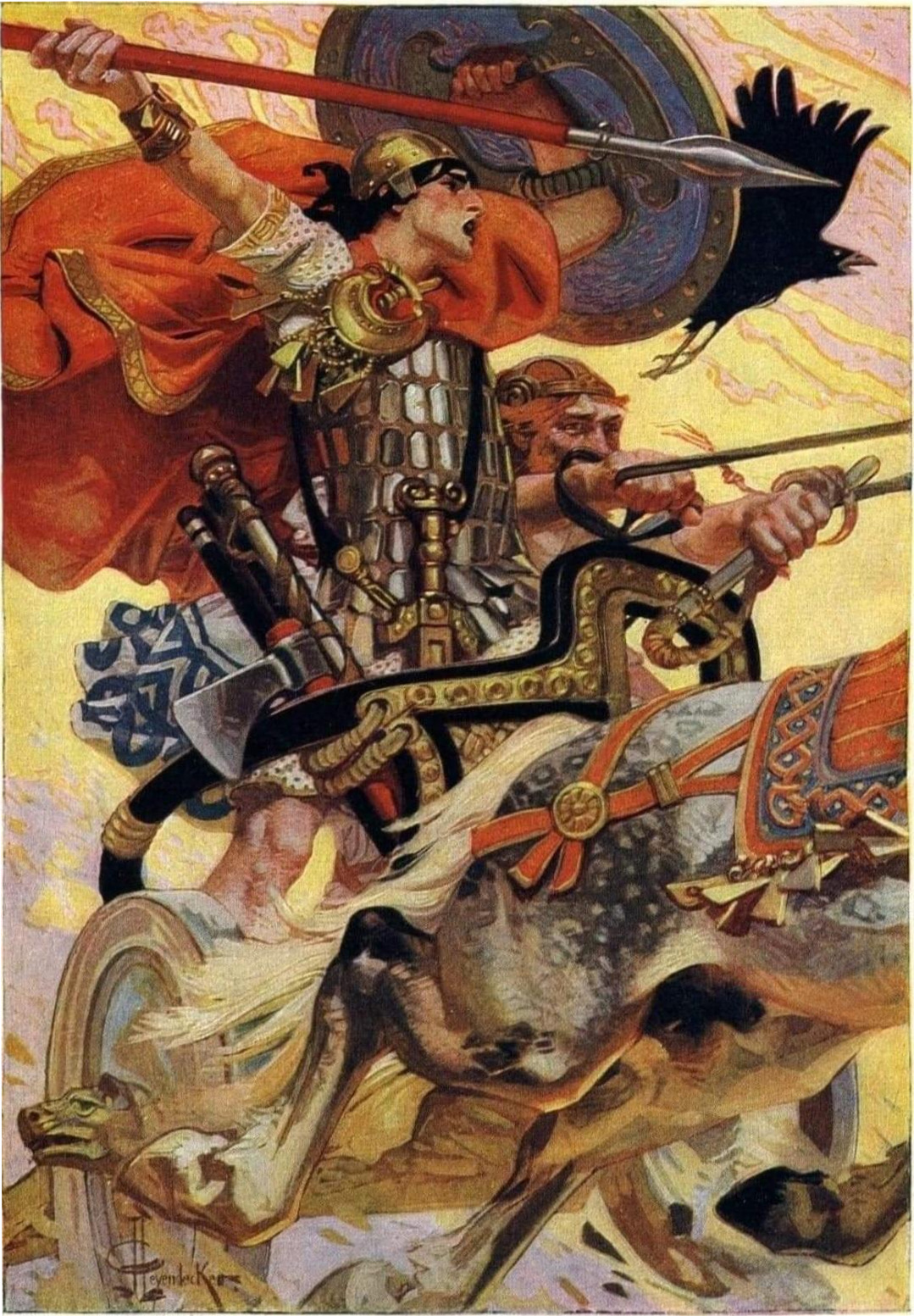
Кухулін у бою

«Уладський цикл» складений приблизно на початку християнської ери, значна частина подій відбувається в регіонах Ольстер та Коннахт. Цей цикл складається з ряду героїчних історій, що стосуються життя Ко́нхобара (Ко́нховара) мак Несса, короля Ольстера, великого героя Ку́хуліна, сина Луга, їхніх друзів, коханих та ворогів. Цикл названий за іменем уладів, населення північно-східної частини Ірландії, дія історій розгортається навколо королівського двору в Емайн Маха, поблизу сучасного міста Армаг. Цей цикл тісно пов'язаний з ірландською колонією в Шотландії, частина навчання Кухуліна відбувається саме там. Це цикл героїчних міфів ірландської міфології.
Цикл складається з історій народжень, дитинства і навчання, залицянь, битв, бенкетів і смертей героїв і зображує військове товариство, в якому війна являє собою послідовність одиночних сутичок, а багатство вимірюється в основному в кількості худоби. Ці історії написані, як правило, в прозі. Центральний твір циклу — «Викрадення бика з Куальнге». Інші важливі тексти «Уладського циклу» — «Трагічна смерть єдиного сина А́йфе», «Бенкет Брікрена» і «Руйнування Дому Да Дерга». Відомою частиною цього циклу є Вигнання синів Уснеха, відоміша як трагедія Дейрдре і джерело п'єс Джона Сінга, Вільяма Єйтса та Вінсента Вудса. Тема саги кохання сина Уснеха — Найсі і королівської доньки Дейдре і їх втеча від короля Конхобара. Такою сюжетною деталлю, як погоня, сага «Вигнання синів Уснеха» нагадує іншу сагу — «Переслідування Ді́армайда і Гра́йне».
У дечому цей цикл близький до міфологічного. Деякі з персонажів міфологічного з'являються в уладському, в тому ж вигляді змінила форму магії. Хоча деяких персонажів, таких як Медб або Ку Рої, ми можемо підозрювати в тому, що вони були колись божествами, а Кухулін часто виявляє надлюдську досконалість і силу (наприклад, він сам підважує стіну будинку Брікрена), проте персонажі смертні і введені до певного часу і місця. Якщо міфологічний цикл відповідає золотій добі, то уладська — доба героїв.

### Цикл Фінна (Ойсіна)

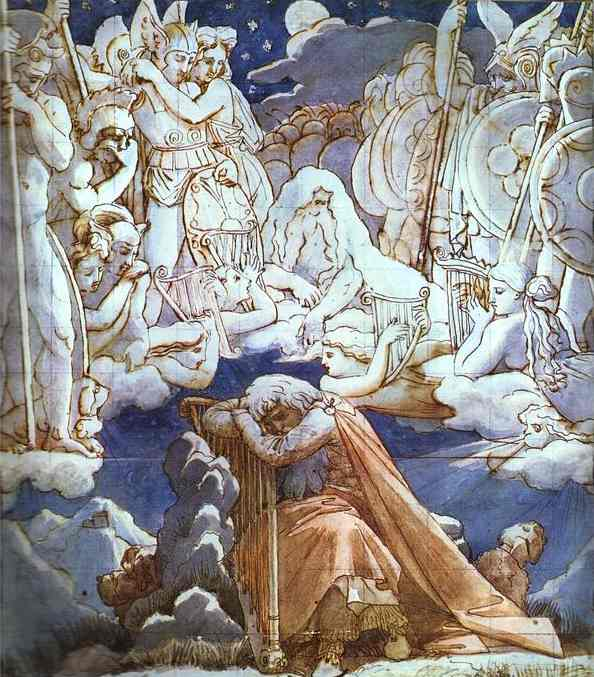
О́йсін (Оссіан) бачить уві сні свого батька Фі́нна (Фі́нгала) і його Фіа́́ну (фінни, фенії). Малюнок Енгра

Ці саги так само розповідають про героїв, але якщо в сагах уладського циклу герої переважно одинаки, то цей цикл саг присвячено товариству воїнів і їх задоволенню від перебування у «відбірному товаристві прекрасних молодих воїнів». Центральна сага в цій групі історій — «Переслідування Діармайда і Грайне», присвячена любові і трагічної загибелі закоханих. Сага оспівує тему кохання — хоча один з варіантів закінчення відрізняється незвичністю та оригінальністю — Грайне виходить заміж за Фінна Мак Кувала, який став причиною смерті її чоловіка Діармайда. Цю сагу розглядають, як прообраз стародавньої легенди про Трістана та Ізольду. У двох випадках закоханих поєднала звичайна випадковість. Трістан та Ізольда обидва випили чарівний напій кохання, а Грайне, щоб не виходити заміж за Фінна Мак Ку́вала, що був старішим за її батька, наклала «гейс» (заборону) на Діармайда — той не міг її ніколи залишати і мав забрати разом з собою. Туата Де Дананн відходять на задній план в цих сагах, основними героями стають фінни (фенії). Цей цикл просякнутий лицарським, героїчним духом — міфічні елементи присутні і тут. Можливо, подібна зміна настроїв в сагах пов'язана з тим, що розквіт циклу збігається у часі з поширенням в Європі куртуазної поезії трубадурів і труверів, а також романів артурівського типу.

### Королівський (історичний) цикл
Саги останнього, королівського, циклу розповідають не стільки про королів, скільки про королівства як ідею, про династії різних областей Ірландії, зміни королівських дворів і їхні долі. До цього циклу належать історії про таких королів як: Конайре Великий, Конн Ста Битв — він отримав своє прізвисько за численну кількість боїв, які він вів з регіональними королями; Кормак мак Арт, Домнал мак Аед, Ніалл Дев'ять Заручників — є кілька версій того, як Ніалл отримав епітет Дев'яти Заручників — в найдавнішій із них він бере заручників від кожного з дев'яти Туата, або дрібних королівств Аргайла, у пізній версії, відомішій, він бере заручників від кожної з п'ятин Ірландії (Ольстер, Коннахт, Ленстер, Манстер та Міде), і по одному від скоттів, саксів, бриттів і франків (або по одному від Дал Ріад, Каледонії, Стратклайда і Нортумбрії).

## Антропогонія у ірландських кельтів
Міфи Ірландії розказують, що в прадавні часи землі острова населяли раси чудовиськ, які мали своїх богів та свою культуру. Проте на жаль саме в подібних переказах і прослідковується той незначний вплив релігії на стародавню міфологію. Літописці намагались будь-що довести походження цих рас і народів, що колись населяли Ірландію від якихось біблійних персонажів. Антропогонічних міфів стародавніх ірландських кельтів збереглось мало, в основному всі перекази про походження людини пов'язані з біблійними сюжетами.
Різні історії розповідають про заселення Зеленого острова.
Банба з двома іншими Каїновими дочками прийшла на цей острів з п'ятдесятьма жінками і трьома чоловіками тільки щоб померти від чуми.
Згодом три рибалки відкрили Ірландію і вирішили на ній поселитись, але повертаючись за своїми жінками вони загинули у потопі Туат Інбе.
Найпопулярнішим є опис про прихід на землі Ірландії онуки Ноя Цессайр, з батьком, чоловіком і людиною на ім'я Ладру, «першою мертвою людиною Еріна», і п'ятдесятьма дівицями. Її прихід був результатом прийняття поради лаїмх-дхіа, чи «ручного бога», та їх судно затонуло біля берегів острова, а врятувався тільки її чоловік Фіннтайн, що пережив століття.
Проте значно раніше за них острів заселили фомори — демони і потомки Хама, що воювали з Партолоном і його людьми, що жив в той час на островах і також був нащадком Ноя. Із «Книги захватів» відомо, що наступним народом, що керував островом були Туата Де Даннан, що прийшли з неба і перемогли фірболгів і фоморів при Маг Туїред. Туата Де Даннан залишались господарями Ірландії до пришестя синів Міля (предків сучасних жителів Ірландії), які прийшли із земель Іспанії. Туата Де Даннан, які залишились вживих після битв із синами Міля, поселились в пагорбах-сидах і стали тим чарівним народом фейрі, про який існує стільки легенд.

## Ірландські міфічні істоти

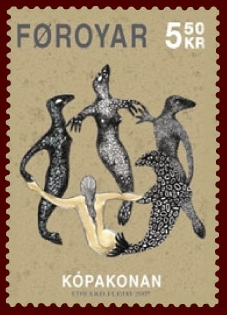
Хоровод роанів. Марка.

Пука

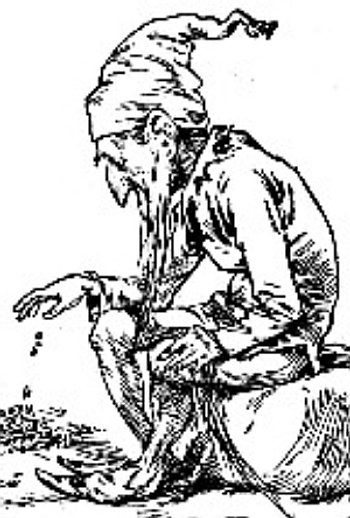
Лепрехун малюнок 1900-х рр.

Для назв ірландських духів характерний суфікс — «ші». «Ші» або як його ще часто перекладають «Сид», чи «Сидх» означає «пагорб». Саме в цих пагорбах-курганах живуть згідно з стародавніми ірландськими віруваннями Туата Де Даннан. Сиди являють собою не тільки потойбічний світ, але й чарівний, магічний, підземний світ, який за своїми характеристиками схожий на Елізіум — край мертвих, де панує вічна молодість і немає страждань. Своїх духів ірландці називають «фейрі», звідси і видозмінена назва «фея», вони бувають не тільки жіночої статі.

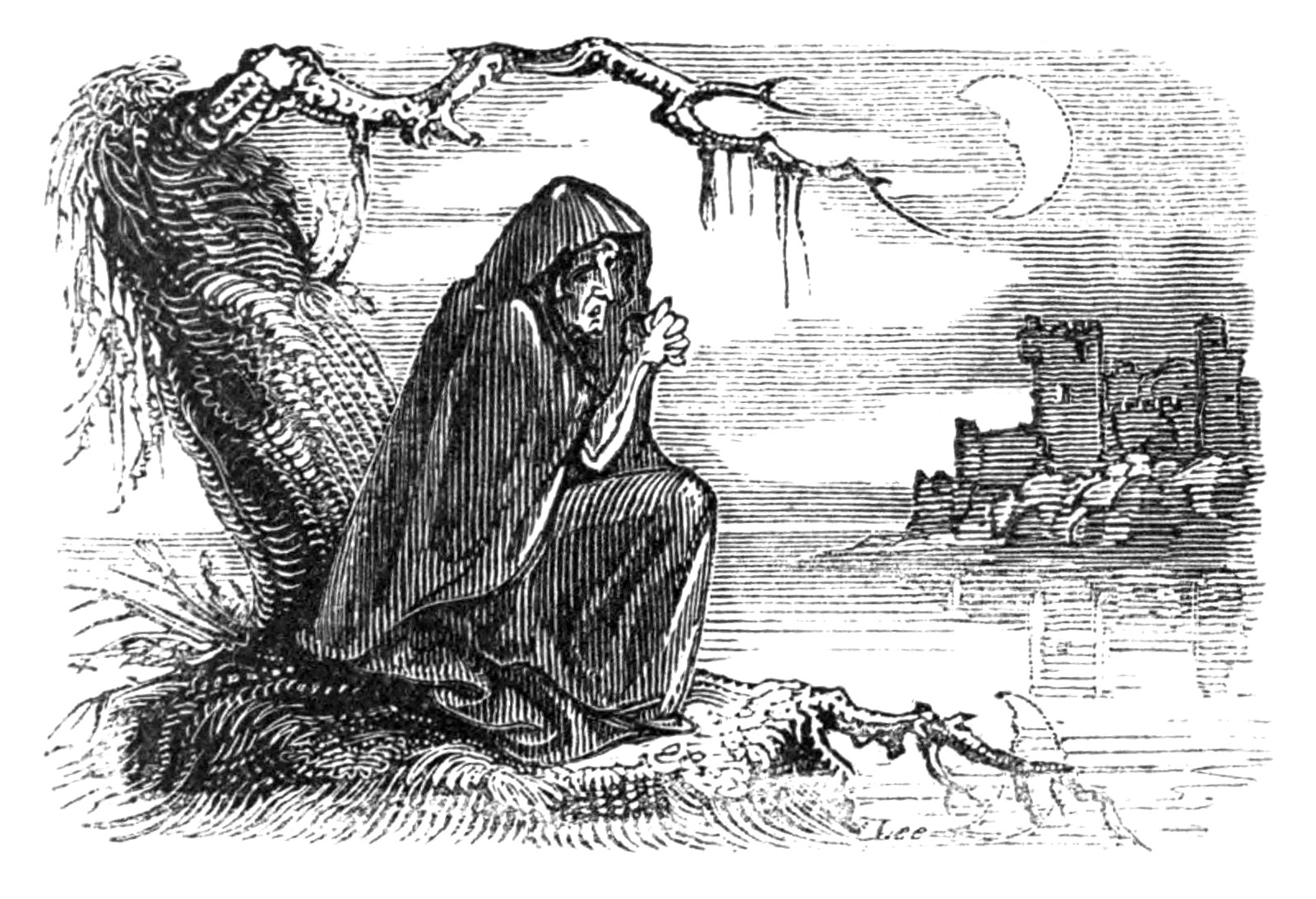
Банші, ілюстрація Томаса Крокера, 1825 г.

Найвідоміший персонаж ірландської міфології — це дух, що має наймення ба́нші. Банші, баньші (англ. banshee [bænʃi:], від ірл. Bean sídhe [b ʲ æn ʃi ː] — жінка з Ші) — жінка, яка, за повір'ями, з'являється біля будинку приреченого на смерть і своїми характерними стогонами і риданнями сповіщає, що його смертна година наближається. Зображають її найчастіше, як стару, потворну жінку з вогняно-рудим волоссям в білій одежі.
До лісних духів відносять кра́ндів, що живуть в дуплах і під корінням дерев. Кранди можуть красти і обманювати, але нерідко від них можна отримати магічну допомогу.

До домашніх духів ірландці зараховують брауні — варіант домовиків. За домашньою худобою наглядає гроган — широкоплечий і волохатий фейрі без кісток, що володіє великою фізичною силою. Він зазвичай не носить одягу, якщо йому запропонувати, він заплаче та відразу ж покине людську оселю. Груага́х уявлялись, як домашні духи і бували трьох видів. Перший — жінки з довгим золотистим волоссям, одягнені в зелені сукні, які розшиті золотом і сріблом, вони стежать за порядком в людських будинках. Нерідко вони заходять до будинків людей і просять дозволу погрітися біля вогню. Другий рід — чоловіки, молоді і красиві, вони іноді носять зелені з червоним вбрання, але частіше ходять голяка, теж допомагають людям по господарству. До третього роду відносяться ірландські груагахи — злісні велетні. 

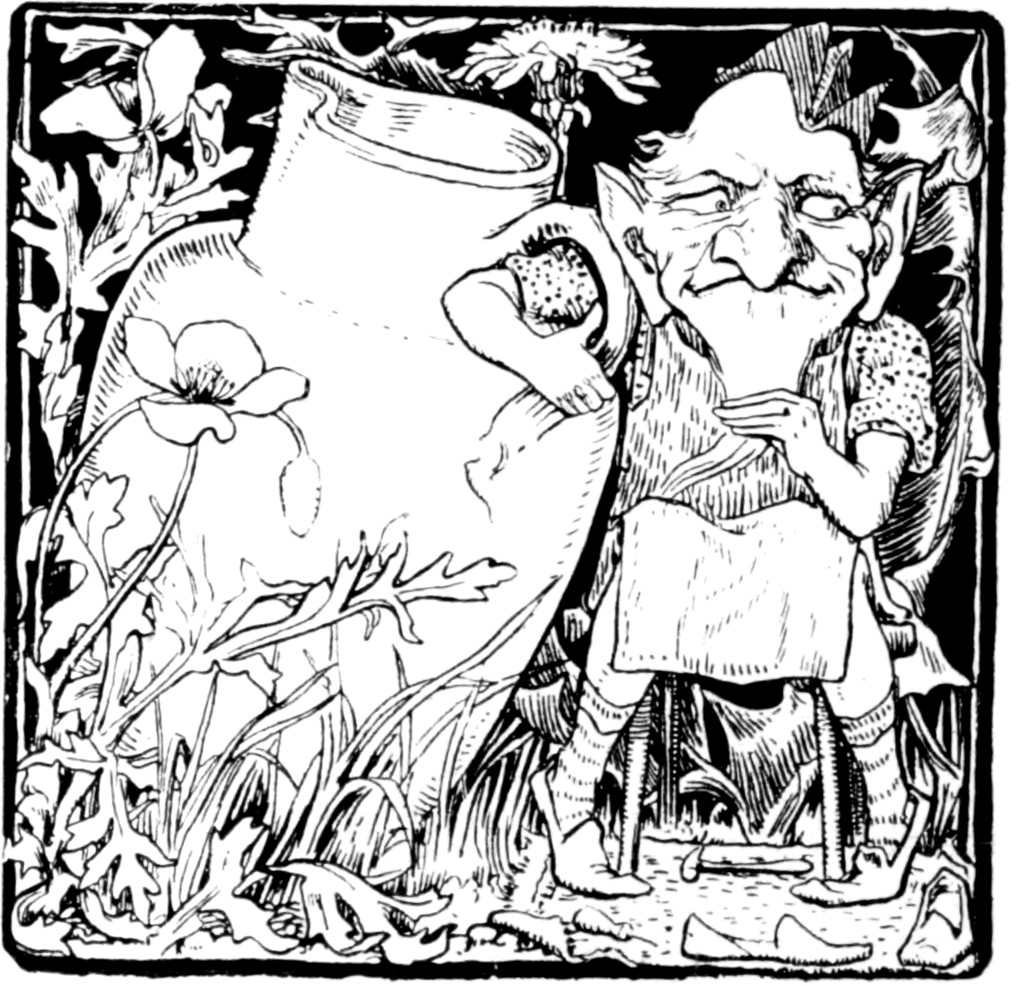
Клурико́н. Ілюстрація Томаса Крокера

Клурикони, клуриха́ни теж домашні фейрі, що мають вигляд старих дідів, які мешкають у винних погребах, вони стежать за збереженням вина і пива і, якщо господар будинку — п'яниця, не відмовляють собі в задоволенні промочити при нагоді горло. Носять в основному червоний одяг, при переїзді господаря можуть заховатись у діжці.
До водяних духів відносяться агі́шки, агі́ски — в ірландському фольклорі водяні коники, яких можна виявити мало не в кожній морській затоці. Їх можна спіймати і приручити, тоді вони стануть кращими ніж домашні коні. Проте вони не повинні бачити море, а інакше вони силою затягнуть вершника на дно і розірвуть його там. Мерро́у — водяні духи. До людей бувають часто доброзичливими. Жінки мерро́у дуже гарні, а от чоловіки потворні. Відомо, що якщо у них вкрасти червоний капелюх, вони не зможуть вернутись в море. В ірландському фольклорі є чудовисько, що живе в озері Лох-Рі. Це водяний змій — піаст завдовжки близько десяти футів, у нього велика голова і довга шия з гривою, з якої стирчать морські водорості. Піаст може перекинути човен, вмилостивити його можна діжкою з пивом. 
Роа́ни — фейрі, які живуть у воді і лише час від часу виходять на сушу. У морі вони плавають під виглядом тюленів, а, виходячи на сушу, скидають з себе тюленячі шкури.

Діні Ші, ді́ніши, ді́ні-ши в ірландському фольклорі істоти, які, за переказами, колись були богами, потім стали лицарями, які в жодній битві не зазнали поразки, а під кінець перетворилися у фейрі. Дініши — типові героїчні фейрі: вони ведуть спосіб життя середньовічних лицарів, проводять час у бенкетах і битвах. Ла́нонші, ла́нон ші , ла́нон-ші — у фольклорі «чудова кохана» фейрі. Вона жорстока і примхлива, і горе тому, хто спокуситься нею. Втім, ланонші ласкава з тими, до кого вона прихильна, її чудовий голос і музика, яку вона грає, надихають поетів і співаків. Вони жертвують життям заради того, щоб на коротку мить відчути приплив натхнення і пізнати славу. Цим вона дещо схожа на одну з Дів Рейну — Лорелей, що зачаровує чоловіків співом. 
Пу́ка — фейрі-перевертень. В ірландського пуки козячі роги і копита, у валлійського пташина голова, а статурою він скидається на пуголовка. Ірландський пука може перекидатися в віслюка і кажана, в цапа та орла; в цій іпостасі він жартома викрадає людей, підноситься з ними в небо і скидає додолу. Найчастіше він перетворюється на коня, на якого так і хочеться сісти. Але в такому вигляді пука скидає вершника в канаву або річку. Ще у пуки є звичай прикидатися вогником: він заводить подорожніх у болота і з гучним реготом зникає.
Лепреко́ни, лепрехуни — маленькі чоботарі, які постійно шиють один і той же черевик. Вони стережуть свої закопані скарби, якщо їх спіймати, вони мають розповісти, де скарби заховані, хоча вони дуже часто можуть обдурити. Фір да́рриг — крихітні фейрі з блакитними носами. Ходять вони в червоних куртках. За ковток віскі фір дарріг допомагають людям, що потрапили в полон до фейрі, втекти з Чарівної країни, а також вчать заклинанням проти чар і дають амулети. Ши́фра — крихітні блукаючі фейрі. Вони носять шапки, що нагадують формою квітки наперстянки. Найчастіше про шифру розповідають, що вони викрадають молодих дівчат і дітей, замість яких залишають відмінників. Є легенда про коваля і його сина, який раптово захворів. Син худнув на очах, але апетит тільки збільшувався. Один чаклун сказав ковалю, що це певне підкидьок — один із Ші навчив коваля, як це визначити і як повернути сина з пагорба, де жили духи, що вкрали його сина. Син, після повернення в наш світ, не розмовляв і не рухався один рік і один день, а коли його батько кував меча для короля, він раптово заговорив і сказав, що знає як викувати кращого за цей меч. Меч його роботи виявився найкращим в тій місцевості. За деякими джерелами, шифри прагнуть отримати безсмертну душу і тому навіть схиляються до віри в Христа. Кат Ші, ка́тші, кат-ші (ірл. Cat Sí) — зустрічається в шотландському фольклорі (рідше в ірландському). Чарівне створіння, яке виглядає як великий чорний кіт (розміром із собаку) з великими вусами, і великою білою плямою на грудях і довгою вигнутою спиною. За легендами, Кат Ші мешкає в горах Шотландії, і досі не відомо, ́фея Кат Ші або відьма-перевертень. Один із найбільших Кат Ші з'являється під час тагейрма — магічного заклинання. Це заклинання полягає в тому, щоб закликати Кат Ші і змусити його виконати одне бажання.

## Світогляд в ірландській міфології

### Культ зброї

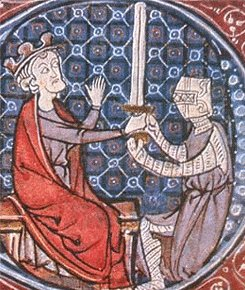

В ірландських текстах зброї приписувалась здатність розмовляти, але згідно з християнським книжником, насправді це говорили біси, для того щоб ввести народ в оману і погубити їхні душі, адже в ті часи народ поклонявся зброї. Таким чином давніми ірландцями вважалось певне, що зброєю могли володіти духи, або ці духи були в самій зброї. Про культ зброї свідчить одна ритуальна дія, очевидно, що англійський дослідник Спенсер дійсно вважав ритуальними дії ірландських воїнів, що промовляли молитви чи заклинання перед мечем, що був встромлений у землю. До мечів також звертались в піснях, створених ірландськими бардами. Традиційні залишки таких пісень зустрічаються в Бретані, це були пісні стародавнього культу. За допомогою зброї давали клятви, і вважалось, що зброя покарає того, хто збрехав. Магічна сила зброї, особливо того, над яким промовлялись заклинання, часто згадується в традиційних історіях та ірландських текстах. В кельтській міфології згадуються дивовижні «мечі зі світла», містична зброя зустрічається і в романах артурівського циклу.

### Культ природи
Сили природи давні ірландці заклинали з давніх-давен. Заклинання мали віршовані форми, таку формулу озвучив Амаргін, поет синів Міля коли ті прагнули вдертись до Еріна (Ірландії), очевидно воно мало магічну дію:
Я кличу до землі Ірландії!

Сяюче, сяюче море!

Плодюча, плодюча горо!

Лісиста долино!

Повноводна річко, що повна вод!

Озеро, повне риби!

Море, повне риби!

Плодюча земле!

Нашестя риб! Риба там!

Птиця під хвилею! Величезна риба!

Краб'яча норо! Нашестя риб!

Рибо, що наповнює море!
Подібну ж формулу використовує Мак Кехт після зруйнування Дому Да Дерга, коли знаходить воду. Купаючись в ній він співає:
Холодний ключ! Поверхня берега... 

Море, озера, води Ґари, течія ріки; 

Високе джерело; холодний ключ!
Богиня Морріган після поразки фоморів звертається до сил природи і оголошує перемогу «царським горам Ірландії, її верховним водам і річним гирлам». Також було загальноприйнято клястися стихіями та явищами природи — Небом, Землею, Сонцем, Вогнем, Місяцем, Морем, Днем, Ніччю та іншими, і вони карали порушника клятви. Навіть боги вимагали одне у одного таку клятву. Можливо найважливішим об'єктом в природі для стародавніх кельтів був Місяць. Сліди цього культу помітні в манері кланятись і стригти волосся під час молодика, а також у зверненні до Місяця зі словами святкового звернення чи молитви. В Ірландії дослідник фольклору Камден відмітив традицію на молодика вимовляти «Отче наш» з додаванням слів: «Залиш нас цілими і здоровими, якими Ти нас знайшов».
В Ірландії рев моря вважався пророцтвом про смерть царя чи прихід важливих новин. В пісні, яку співала жінка Каела коли той помер, «хвиля із завиванням билась об берег через його смерть». Вважалось, що всі джерела та річки мають своїх фейрі, що були хазяїнами цих вод і вони жили в них. У багатьох джерелах та річках жили священні риби, яких навіть ховали. Згідно з легендами у річках жили і величезні змії-чудовиська (як піаст, про якого згадувалося вище).
Стародавній гейс забороняв жінці мити руки в джерелі. Боанд направилась до чарівного джерела, який могли відвідувати тільки її чоловік і чашники, а коли вона виказала своє презирство до цього, води піднялись та знищили її. Тепер вони течуть, як річка Бойн. Сіненд померла так само коли без дозволу наблизилась до джерела Коннли, води, що погнались за нею, стали річкою Шеннон.
Відомо що джерелам поклонялись і навіть приносили пожертви — наприклад монети чи якісь дрібні предмети, адже вважалось, що джерела можуть бути цілющими і навіть божественними. Але паралельно існували також «проклинаючі джерела» (наприклад джерело Фіннон-Еліан в Денбізі), в які можна було кинути якийсь предмет з написаним іменем ворога, дух джерела призведе до смерті цього ворога.

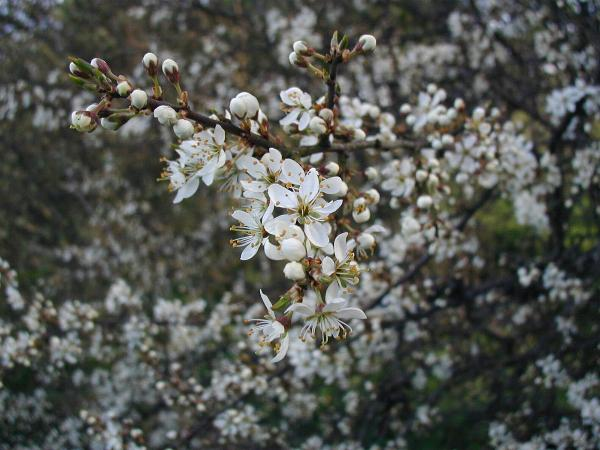
Терен — один із магічних видів рослин

Дерева в ірландській міфології також вважались священними. Ірландське священне дерево називалось «бі́ле» — дуже старе, таке що росте над чудотворним джерелом чи фортецею. П'ять таких біле описані в «Діндсенхасі», і одним з них був дуб, що давав не тільки жолуді, але й горіхи та яблука. Другим ірландським біле був тис, ще один ясен. Крім того по особливому ставились до дерев, що росли біля могильників і вони ототожнювались з духами померлих. Бузина, горобина і терен садили навколо будинків бо вони захищають від магії відьом. Терен традиційно вважався деревом де жили фейрі. Омела використовувалась для зцілення ран як протиотрута, яку збирали в час літнього сонцестояння.

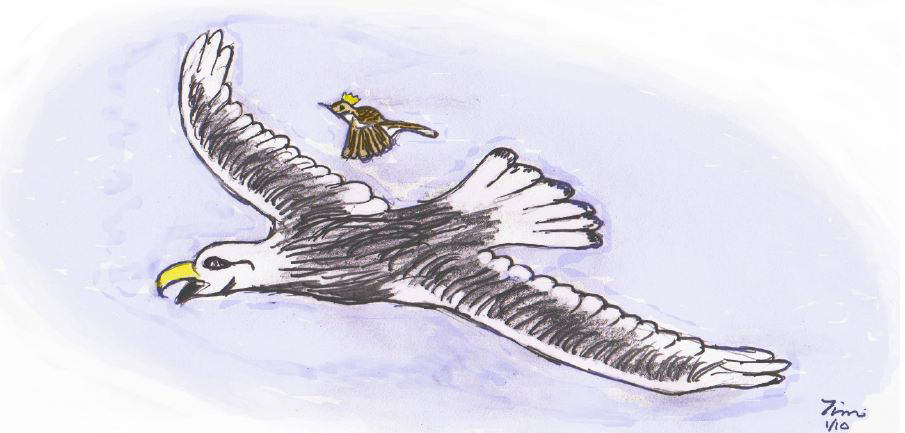
Кропивник — цар птахів

Культ тварин існував паралельно з культом рослин. Культ бика чи корови помітний в ірландських історіях про цих тварин, яких приводили із земель сиду чи про чарівних биків і корів, що давали велику кількість молока або ж у священних легендах про волів, які ведуть якогось святого до місця майбутньої церкви. Свиня шанувалась в Ірландії також, а у переказах говориться про гігантського розміру свиней, яких подавали на знаменитих бенкетах; в міфах магічні свині були їжею безсмерття богів. Стародавні ірландці поклонялись тваринам на яких вони полювали і розводили, існували також культи ведмедя, оленя, коня. Існували навіть гейса на полювання на деяких тварин (наприклад Діармайд не міг полювати на кабана).
Існував звичай полювання на кропивника. Кропивник був відомий в ірландській міфології, як цар птахів. В Ірландії полювання та участь в цьому процесі супроводжувались святом. Полювати на кропивника можна було тільки один раз на рік, в інші дні це було заборонено.

### Культ мертвих
Культ мертвих досягає своєї кульмінації в сімейному вогнищі, навколо якого навіть хоронили мертвих. Вважалось, що мертві шукають тепло сімейного вогнища вночі, для них існувало свято в переддень Дня Всіх Душ, для них залишали крихти їжі після того, як збирались їх родичі. Їжу також залишали в будинку та на могилах.
Великі ірландські свята, такі, як Сама́йн (Са́унь) і Лу́гназад інколи проводились на місцях знаменитих поховань. Тому вважається, що збори в Таї́ллті під час святкування Лугназаду, були започатковані туатом Лугом в пам'ять про годувальника Та́їлтіу, а люди Лейнстера зустрічались в Ка́рмані, щоб ушанувати пам'ять про короля Ґа́рмана чи жінки, яку звали Ка́рман. Вона та її сини намагались знищити зерно Туата Де Дананн, але її синів прогнали, а вона померла з горя, молячись щоб її вважалось чистим і щоб завжди були в достатку молоко, плоди та риба для її ушанування.
Вважалось, що на Самайн мертві приходять грітись біля вогнища, інколи їх можна було навіть побачити. Дружній аспект спілкування з мертвими губився на фоні ототожнення мертвих із силами зла, що знаходяться під впливом переддня Самайну.

## Стан мертвих
Як вже говорилось, уявлення про місцеперебування мертвих, в ірландській міфології, роздвоюється. Вони проживають то на чарівному острові чи островах далеко за морем, то глибоко під землею, у чарівних пагорбах. Вони прекрасні собою, вічно молоді і переважають людей мудрістю та силою, схожі на них у всьому іншому. А інколи вони мають страшний вигляд — подібно до духів-фейрі Вони володіють скарбами, проводять час у бенкетах, коханні та веселощах, хоч іноді ведуть війни з іншими духами. Вони безсмертні, але можуть гинути в бою. Вони також можуть змінювати свою зовнішність, або ставати зовсім невидимими. Вони часто втручаються у життя людей, заманюють їх у свої пагорби-сиди, там насміхаються над ними, але в кінці, як правило, відпускають з багатими дарунками та мудрими порадами. Багато саг присвячено любовним зв'язку си́дів з людьми. Іноді вони звертаються за допомогою до людей («Хвороба Кухуліна»). Мстивими та жорстокими вони стають лише тоді, коли люди самі заподіють їм зло («Смерть Муйрхертаха»).
Варто згадати, що мертві вважались не стільки привидами, як живими мерцями. В міфах Ірландії мертві герої могли зі своїх могил впливати на своїх живих ворогів. Мертві в стародавніх сагах повертаються в світ живих в своєму власному тілі (наприклад Фе́ргус Мак Ройх). Хоча паралельно з цим в ірландських сагах згадується про переродження божеств чи героїв. Наприклад в міфологічному циклі Ета́йн у вигляді мухи впала в чашу з вином. Її проковтнула Ета́р і в назначений час вона народилась у вигляді звичайної дитини, проте вона цілком забула своє існування у вигляді богині. Думка про циклічність життя та смерті очевидно напряму була пов'язана з ідеєю циклічності пір року та дня і ночі.

## Уявлення про потойбічний світ
Строго кажучи, потойбічний світ існував в міфічній Ірландії завжди. Починаючи з часів Партолона, його населяли фомори. Однак, після того як Племена богині Дану програли Синам Міля, предкам людей, що населяють країну і нині, народ туатів пішов у Ши, і з тих пір потойбічний світ у свідомості ірландців співвідноситься вже зі світом туатів. Назви ірландського елізіума інколи бувають загального характеру: Мег Мор («Велика Рівнина»); Мег Мелл («Приємна Рівнина»); Тір н'Айл («Потойбічний світ»); Тір на-м-Бео («Земля живих»); Тір на н-Ог («Земля юності»); Тір Тайнгірі («Земля обітована») — можливо християнського походження. О'Бразіл (Хай-Бразіл) і Земля Фалга — назва ірландського острова елізіума.

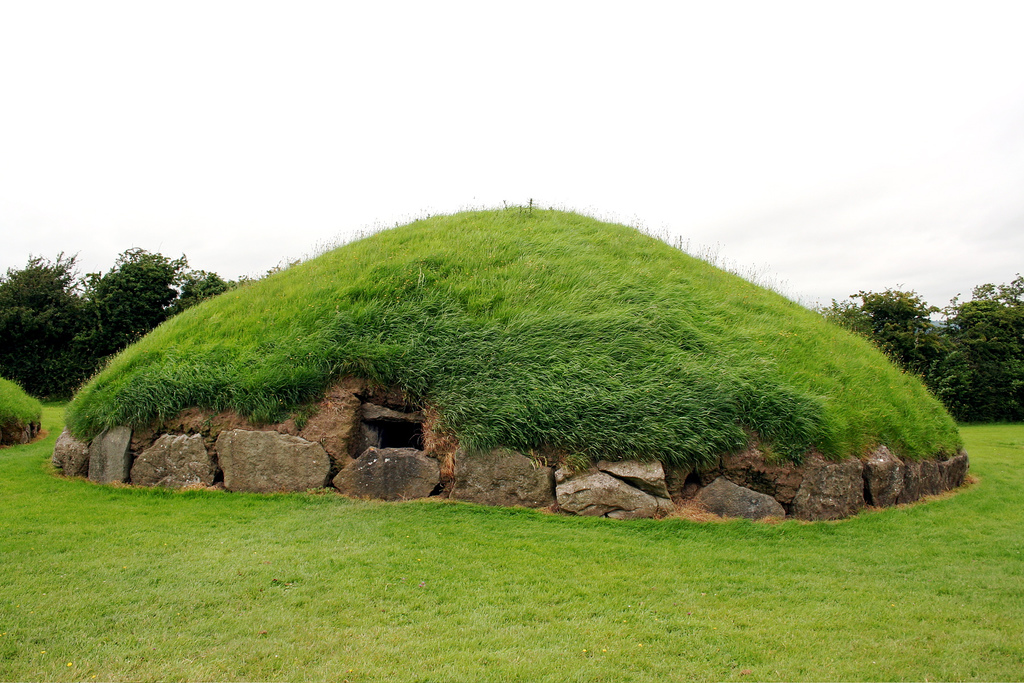
Курган-пагорб — Наут

Неможливо однозначно відповісти на питання, де саме розташовувався Інший Світ. З одного боку, потойбічний світ мали за морем, там же, де жив його владика Мананнан. З іншого боку, правитель Тір Тоїнгіре роздавав знатним Туата у володіння сиди, тобто пагорби, в яких також містився світ міфічного племені. Отже, потойбічний світ уявлявся інколи у вигляді чудесного острова на заході, а інколи у вигляді підземного світу, до якого входом слугували пагорби-кургани.
Ми бачимо, що такою ж неоднозначністю користувався цей світ і в епоху фоморів. Їх королі мешкали за морем, але одночасно фомори жили в самій Ірландії, на «зворотному» боці країни.
Трохи світла на таку неоднозначність може пролити уявлення про Ши, потойбічний світ, як про людське несвідоме, запозичене з психоаналізу. У такому разі море і пагорби слід трактувати як символи несвідомого, як ворота у потойбічний світ. Сам же інший світ всюди — це «тінь» Ірландії.
Зазвичай Сид і реальний світ відокремлені один від одного непроникною для людини перешкодою. Але самі туати вільні залишати Інший Світ і забирати з собою людей. Крім того, два світи зближуються в ніч з 31 жовтня на 1 листопада, під час кельтського свята Самайну. Туман також є «пороговим» станом; в густому тумані два світи зближуються і переплітаються один з одним, тому в казкових історіях іноді чарівні істоти з'являються з туману або таємничої димки.

## Магія і заклинання в міфології
Магічними практиками міг користуватись будь-хто, але тим не менш в основному ними володіли друїди, що в багатьох аспектах були вище шаманів варварських племен. Але подібні магічні обряди приписувались і богам, мабуть, тому Туата Де Дананн і більшість божеств, що зустрічаються в «Мабіногіоні», описані як маги. Про вождів також говорять, як про магів. Поряд з друїдами, що володіють магією, були класи жінок, що також знали магію. Навіть святий Патрик особливо відмічає «заклинання жінок» (брихта бан). Після того, як друїди зникли, всі магічні вміння, як-от: влада над погодою, використання магії та амулетів, перетворення в інших істот, вміння ставати невидимим, стали приписуватись відьмам. Раніше вважали, як вже згадувалось вище, друїди створили всі стихії природи. Вони нібито вміли викликати заметілі чи перетворювати день в ніч — про це навіть згадується в житіях ірландських святих. Вони навіть направляють «вогняні хмари» на ворожі війська, як у випадку з друїдом Мег Руйтхом, що створив магічний вогонь і спрямував його на ворога, чий друїд даремно намагався захистити від нього.

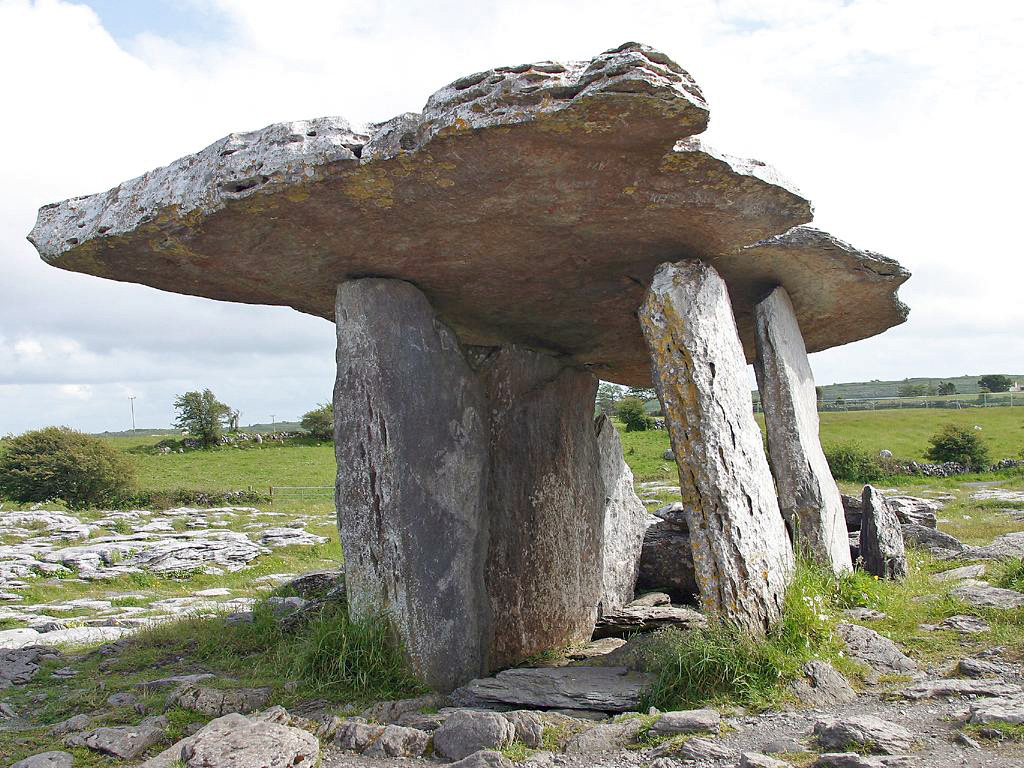
Дольмен Пулнаброн, Ірландія

Фетх фіада — це заклинання, з допомогою якого людина має змогу ставати невидимою чи ховатись в густому тумані. Фітх-фатх давало змогу перетворитись у тварину. У випадку зі святим Патриком він і його послідовники з'являлись у вигляді оленів. Але цим заклинанням володіли також друїди та жінки. Історії з перетворенням тісно пов'язані з тотемізмом і табу (гейсом) їсти деякі види м'яса. Наприклад, коли діти Ліра були перетворені в лебедів, було оголошено, що ніхто не міг вбивати лебедів. Айрбе друад — «перепона друїда» не дозволяла ворожому війську прорватись до лав війська, яке це заклинання захищало. З допомогою заговореного пучка соломи друїд міг наслати на людину божевілля. З допомогою заклинань лікували рани та хвороби. Грою на арфі філіди уміли викликати магічний сон, сльози або сміх. Сила заклинання містилась у формулі, що вимовлялась зазвичай разом з іменем бога чи духа, пізніше святого, щоб той втрутився завдяки силі, що міститься в його імені. Магічними вважались і камені, що розглядались, як житла духів. В Ірландії відомі дольмени під назвою «ложе Діармайда та Грайнне» — місця, де спали коханці-втікачі. Тому вважалось, що вони мають сили плодючості, і їх відвідували жінки, що бажали мати дітей.
Християнство не заперечувало магію друїдів, проте було переконано, що допомагав їм у цьому диявол, а тому вони могли перемогти цю магію силою своєї віри. Святий Патрик розганяв заметілі і темряву наслану друїдами, чи знищував друїдів, що насилали вогонь з неба. Подібні дії приписують і святому Колумбі та іншим. Згодом віра в магічні дії з друїдів була перенесена на святих. Вони здіймалися в повітря, сяяли небесним світлом, мали дар ясновидіння чи силу слова, яким могли проклясти безбожників. Святі в житіях вміли зцілювати, гіпнотизувати і пророкувати, а також їм служили ангели.

## Вплив ірландської міфології на культуру

### Вплив міфології на літературу

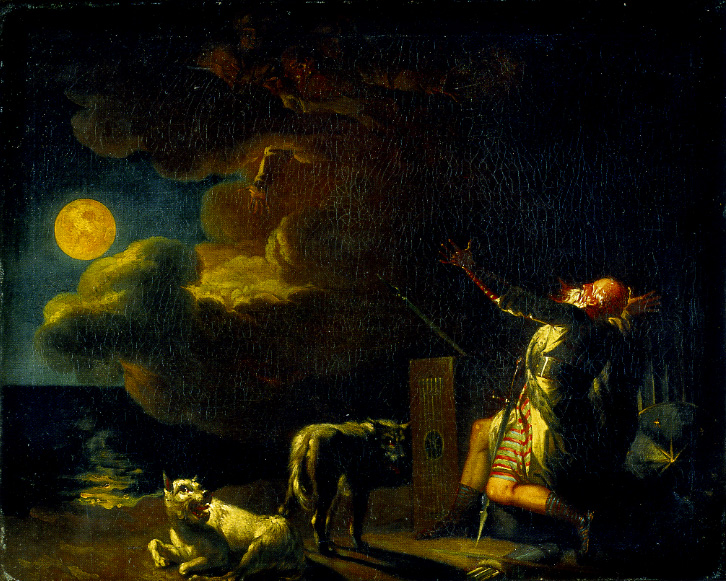
Фін Мак Кувал (Кумал) — герой багатьох ірландських легенд, переказів і казок

Ірландія в період з XV століття по XVII століття перебувала частково під владою британської монархії. До кінця XVII століття ця влада законодавчо закріпилася, й Ірландія повністю втратила свою незалежність.
Проте вже в XVI столітті починає розвиватися література, переважно ірландська, можна навіть сказати, націоналістична. У цей період, особливо в XVII столітті, плідно працюють збирачі старих саг, переказів та літописів, вони комплектують нові збірки старих текстів, часто переписуючи їх на сучасніший лад. Саги іноді приймають форму народних балад або навіть казок.
Казкові елементи присутні у всіх легендах і переказах, в тому числі в битвах із велетнями: небіжчики, що повертаються до життя, люди, перетворені на тварин, дивовижні землі вічної юності і герої, що володіють неймовірною силою. Герої цих різноманітних історій — сини королів Еріна, героїні, подібні до Жовтої Лілії, дочки велетня з Лох-Лейна — ніжної ірландської Попелюшки; королеви острова Таббер-Тінтай і різних принцес, що потрапляють у небезпечні ситуації. В історіях про феніїв розповідається про пригоди Фінна Мак Кувала, його синів — Фіала, Ойсіна, Погана і Кеолана; його людей — Діармайда Дуївіна, Конана Маола Мак Морна, знаменитого Кухуліна та інших; чужоземців, які допомагають або шкодять феніям Еріна в таких історіях, як «Фінн Мак Кумхайал і фенії Еріна в замку Фера Даба» і «Гілла на Грекін і Фін Мак Кувал».
Шотландський поет і містифікатор Джеймс Макферсон відомий в наш час, як автор поеми «Фінгал» (1762) на основі легенд про Фінна Мак Кувала і «Темора» (1763), видав ці поеми за твори ірландського героя-поета Оссіана (Ойсіна) сина Фінна (Фінгала) Мак Кувала. Потім Макферсон об'єднав їх з «Уривками» у «Творі Оссіана, сина Фінгала, перекладеного з гельської мови Джеймсом Макферсоном». Поеми Оссіана завоювали велику популярність у Європі та Америці, проте згодом таємниця була розкрита і поет був звинувачений у літературній містифікації.

### Вплив ірландської міфології на мистецтво
Стефан Рейд (1873–1948) — ірландський ілюстратор, автор відомих ілюстрацій книги Елеонори Галл (Халл) «Хлопці Кухуліна» (1910).

### Ірландські саги в світовій культурі

#### Мотиви саги «Вигнання синів Уснеха» в літературі
Сага Вигнання синів Уснеха, відоміша як трагедія Дейрдре, стала джерелом п'єс Джона Сінґа («Deirdre of the Sorrows» (1910)), Вільяма Єйтса («Deirdre» (1907)) та Вінсента Вудса («A Cry from Heaven» (2005)). Тема саги кохання сина Уснеха — Найсі і королівської доньки Дейдре і їх втеча від короля Конхобара.

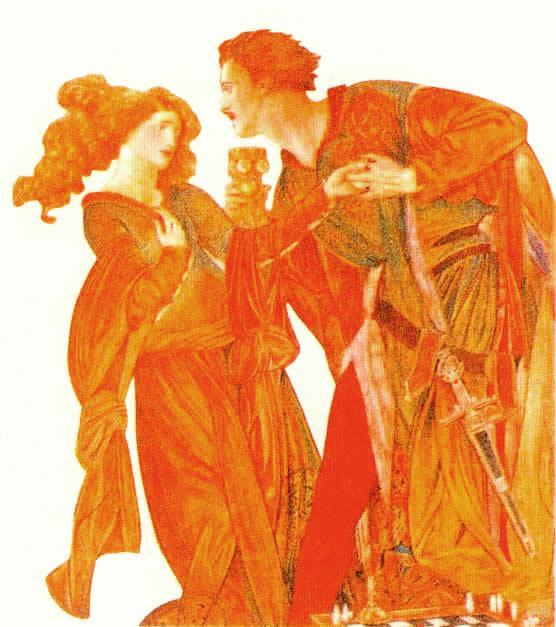
Трістан та Ізольда

#### Мотиви саги «Переслідування Діармайда і Грайне» у фольклорі
Такою сюжетною деталлю, як погоня, сага «Вигнання синів Уснеха» нагадує іншу сагу — «Переслідування Діарма́йда і Гра́йне». Ця сага оспівує тему кохання — хоча один з варіантів закінчення відрізняється незвичністю та оригінальністю — Грайне виходить заміж за Фінна Мак Кувала, який став причиною смерті її чоловіка Діармайда. Цю сагу розглядають, як прообраз стародавньої кельтської легенди про Трістана та Ізольду.

#### Мотиви саги «Переслідування Діармайда і Грайне» в інших напрямках культури
Елемент сюжету коли герої закохуються попри власне бажання став досить популярним. На основі саги про «Переслідування Діармайда і Грайне» було створене шоу ірландського танцю Dancing on Dangerous Ground.

#### Мотиви саги «Переслідування Діармайда і Грайне» у кінематографі
В аніме 2011 року «Fate/zero», Діармайд є одним із покликаних для служіння магам духів героїв, класу списоносець.

#### Мотиви саги «Викрадення бика з Куальнге» в літературі
За мотивами саги «Викрадення бика з Куальнге» були написані романи «Гонча» Джорджа Гріна, «Червона гілка» Морган Ллівелін і «Tain» Грегорі Фроста.

#### Мотиви саги «Викрадення бика з Куальнге» в музиці
Сага «Викрадення бика з Куальнге» надихнула ірландську рок-групу «Horslips» на створення концептуального альбому «The Tain» (1973). Террі Райлі (англ. Terry Riley) та квартет «Rova» записали музичне зображення цієї саги під назвою «Chanting the Light of Foresight» (1987). В альбомі «Rum, Sodomy and the Lash» (1985) групи «The Pogues» є пісня «The Sick Bed of Cuchulainn» («Ліжко хворого Кухуліна»). 2003 року американська інді фольк-рок група «The Decemberists» випустила міні-альбом, що складається з однієї пісні тривалістю 18 хвилин 35 секунд, «The Tain», соло Колін Мелой.

## Вибрана бібліографія
- Timeless Myths: Celtic Mythology [Архівовано 25 січня 2021 у Wayback Machine.](англ.)
- New tales set in the Fenian cycle [Архівовано 9 березня 2012 у Wayback Machine.](англ.)
- Joseph Dunn's version of the Tain [Архівовано 11 серпня 2011 у Wayback Machine.](англ.)
- Another source for Joseph Dunn's version of the Tain [Архівовано 4 лютого 2012 у Wayback Machine.](англ.)
- Cecile O'Rahilly's version of the Tain [Архівовано 13 грудня 2012 у WebCite](англ.)
- Gods and Fighting Men [Архівовано 14 лютого 2012 у Wayback Machine.](англ.)
- Lebor Gabála Érenn, original text edited and translated by R A Stewart Macalister, D. Litt(англ.)
  - Part I: Irish Texts Society, Volume 34, London 1938, reprinted 1993. ISBN 1-870166-34-5.(англ.)
  - Part II: Irish Texts Society, Volume 35, London 1939. ISBN 1-870166-35-3.(англ.)
  - Part III: Irish Texts Society, Volume 39, London 1940. ISBN 1-870166-39-6.(англ.)
  - Part IV: Irish Texts Society, Volume 41, London 1941. ISBN 1-870166-41-8.(англ.)
  - Part V: Irish Texts Society, Volume 44, London 1956. ISBN 1-870166-44-2.(англ.)
- O'Rahilly, T F, Early Irish History and Mythology (Dublin Institute for Advanced Studies, 1946)(англ.)
- Scowcroft, RM, ‘Leabhar Gabhála Part I: The growth of the text’, Ériu xxxviii (1987) 79-140.(англ.)
- Scowcroft, RM, ‘Leabhar Gabhála Part II: The growth of the tradition’, Ériu xxxix (1988) 1-66.(англ.)
- Briggs, Katharine (1978) The Vanishing People: Fairy Lore and Legends. New York, Pantheon(англ.)
- Carmichael, Alexander (1992) Carmina Gadelica: Hymns and Incantations. Hudson, NY Lindisfarne. ISBN 0-940262-50-9(англ.)
- De Jubainville, H. D'Arbois and Richard Irvine Best (1903), The Irish Mythological Cycle and Celtic Mythology(англ.)
- Evans-Wentz, W. Y. (1966, 1990) The Fairy-Faith in Celtic Countries. New York, Citadel(англ.)
- Keating, Geoffrey, A History of Ireland(англ.)
- MacKillop, James (1998). Dictionary of Celtic Mythology. London: Oxford. ISBN 0-19-860967-1(англ.)
- Nennius, The History of Britum(англ.)
- Rolleston, T.W. (1902) Celtic Mythology(англ.)
- Текст манускрипту «Книга Бурої корови» під ред. Р. І. Беста, І. О. Бергіна [Архівовано 15 лютого 2005 у Wayback Machine.](англ.)
- Jone's Celtic Encyclopedia(англ.)
- Маккалох Дж. А. Религия древних кельтов / Пер. с англ. С. П. Евтушенко. — М. : ЗАО Центрполиграф, 2004. — 334 с. (рос.)
- Месі, Ейтне. Легендарна Ірландія: З англ. пер. О. Мокровольський. — К.: Юніверс, 2005. — 280 с. ISBN 966-8118-28-6(укр.)